# Oliver Wolcott
Oliver Wolcott Sr. (20 de noviembre de 1726 – 1 de diciembre de 1797) fue un padre fundador y político estadounidense. Fue uno de los firmantes de la Declaración de Independencia de los Estados Unidos y los Artículos de Confederación como representante de Connecticut, y el decimonoveno gobernador de Connecticut. Wolcott fue un general importante de la milicia de Connecticut en la Guerra Revolucionaria sirviendo bajo George Washington. 

## Primeros años

Escudo de armas de Oliver Wolcott Sr.

Wolcott nació en Windsor, Connecticut, el menor de 10 hijos del gobernador colonial Roger Wolcott y Sarah Drake Wolcott. Su hermano mayor era Erastus Wolcott . Asistió al Yale College y se graduó en 1747 como el mejor erudito de su clase. Al graduarse, el gobernador de Nueva York, George Clinton, le otorgó a Wolcott una comisión de capitán para formar una compañía de milicias para luchar en las guerras francesa e india (Guerra del Rey Jorge (1744-1748)). El Capitán Wolcott sirvió en la frontera norte defendiendo la frontera canadiense contra los franceses hasta el Tratado de Aix-la-Chapelle de 1748. Luego se mudó al recién establecido Goshen en el noroeste de Connecticut para practicar y estudiar medicina con su hermano Alexander. Luego se mudó a Litchfield y se convirtió en comerciante; fue nombrado sheriff del recién creado condado de Litchfield, Connecticut, sirviendo desde 1751 hasta 1771. Se casó con Lorraine (Laura) Collins de Guilford, Connecticut, el 21 de enero de 1755. Tuvieron cinco hijos: Oliver (que murió joven), Oliver Jr., Laura, Mariann y Frederick.

## Carrera

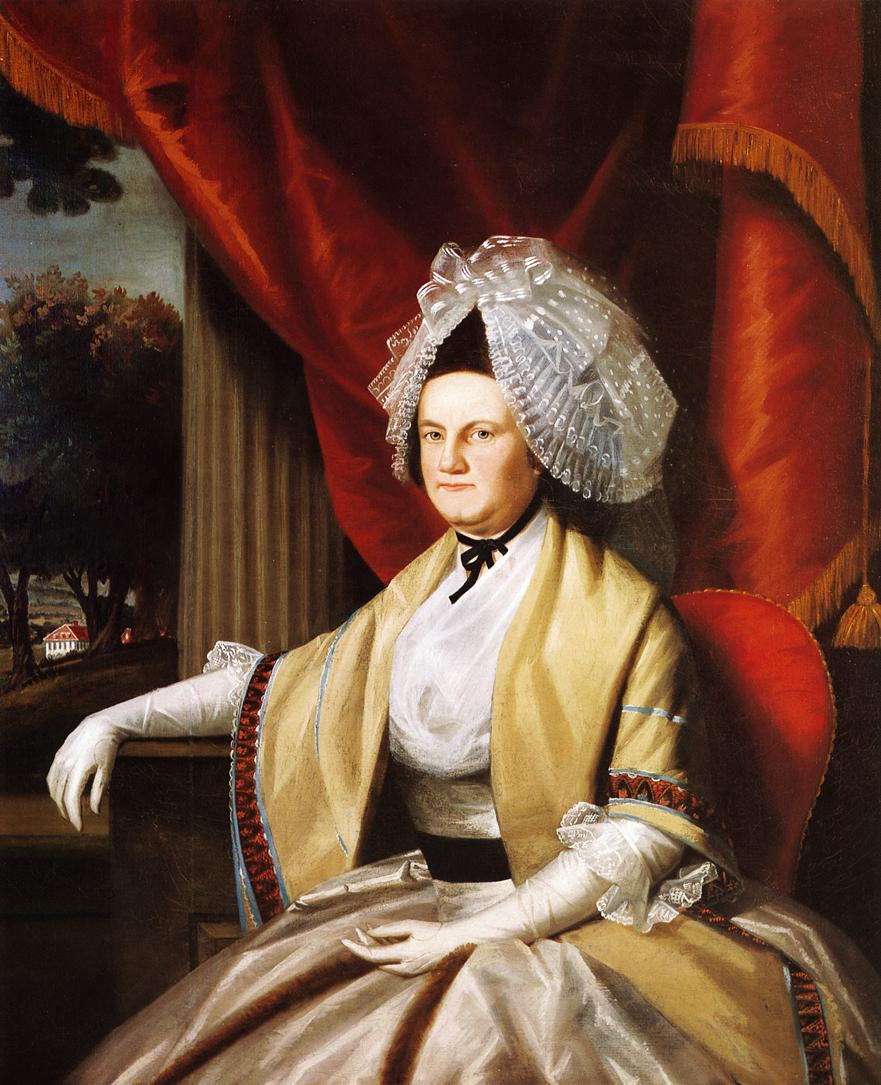
laura collins wolcott

### Guerra revolucionaria americana
Wolcott tuvo dos carreras durante los años de la guerra como uno de los principales delegados de Connecticut al Congreso Continental y también como oficial de la milicia. Participó en la guerra revolucionaria estadounidense como general de brigada y luego como general de división en la milicia de Connecticut . Como representante en el Congreso Continental, fue un firme defensor de la independencia.
Wolcott dejó claro desde el principio del creciente conflicto con Gran Bretaña que los colonos no cederían sus derechos y privilegios. Dijo en febrero de 1776: "Nuestras diferencias con el Reino Unido se han ampliado significativamente. No estoy seguro de lo que ocurrirá, pero podría desembocar en una ruptura total con Gran Bretaña". Desempeñó papeles importantes durante la guerra como líder militar y delegado en el Congreso Continental como consecuencia de su temprano apoyo a la independencia.
Wolcott prestó un extenso servicio en la milicia durante la Revolución Americana. El 11 de agosto de 1776, los funcionarios de Connecticut le ordenaron marchar con el Decimoséptimo Regimiento de la milicia a Nueva York y unirse al ejército de George Washington . Al llegar al campamento de Washington, el gobernador de Connecticut, Jonathan Trumbull, nombró a Wolcott general de brigada al mando de todos los regimientos de milicias del estado en Nueva York. Dirigió entre 300 y 400 voluntarios de su brigada para ayudar al general Horatio Gates y Benedict Arnold a derrotar al general John Burgoyne en las batallas de Saratoga .
En mayo de 1779, Wolcott fue ascendido a mayor general al mando de todas las milicias de Connecticut. Ese verano, vio combate en la protección de la costa de la incursión de Tryon . No tuvo éxito en gran medida en su combate con el general de división William Tryon . En el transcurso de la guerra, mostró un gran desdén hacia su oposición, y describió a los británicos en sus memorias como "un enemigo que no solo ha insultado todos los principios que gobiernan a las naciones civilizadas, sino que con sus barbaridades ha ofrecido las más graves indignidades a la naturaleza humana".

### Congreso continental
Al comienzo de la Revolución, el Congreso había nombrado a Wolcott comisionado de asuntos indígenas para persuadir a las naciones del norte de la India de que permanecieran neutrales. Sus calificaciones para ese papel provinieron de su experiencia temprana en el frente norte de la Guerra Francesa e India. Se le pidió, junto con Richard Butler y Arthur Lee, que negociara un tratado de paz con las Seis Naciones en Fort Schuyler .
Fue elegido miembro del Congreso Continental en 1775. Enfermó gravemente en 1776 y no firmó la Declaración de Independencia hasta algún tiempo después.
Wolcott ambicionaba cargos más altos, además de su papel diplomático en la posguerra. Como federalista, ganó las elecciones de 1786 para vicegobernador de Connecticut, cargo que ocupó durante diez años, hasta su fallecimiento a los 71 años.

## Muerte y legado
Wolcott murió el 1 de diciembre de 1797 en Litchfield, donde está enterrado en East Cemetery. El historiador Ellsworth Grant recuerda los esfuerzos de la Guerra Revolucionaria de Wolcott al afirmar que "es dudoso que algún otro funcionario en Connecticut durante este período tuviera tantos deberes públicos sobre sus hombros".

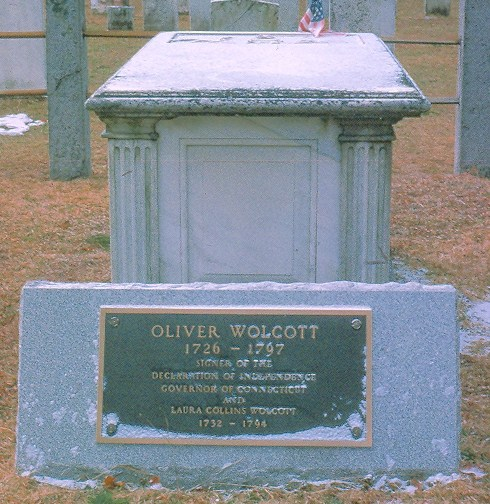
La tumba de Oliver Wolcott Sr.

Oliver Wolcott Jr., su hijo, se desempeñó como Secretario del Tesoro bajo los presidentes George Washington y John Adams y como gobernador de Connecticut . Sus descendientes incluyen al ministro congregacionalista Samuel Wolcott, DD; Edward O. Wolcott, Senador de los Estados Unidos por Denver; Anna Wolcott Vaile, quien estableció la Escuela Wolcott para Niñas en Denver ; etnólogo George Gibbs ; el químico Oliver Wolcott Gibbs ; el general de brigada Alfred Gibbs ; y el alpinista Roger Wolcott Toll.
La ciudad de Wolcott, Connecticut, lleva su nombre. En Torrington, Connecticut, hay una escuela que lleva su nombre, The Oliver Wolcott Technical High School. Su casa en Litchfield fue declarada Monumento Histórico Nacional en 1971. En 1798, Fort Washington en Goat Island en Newport, Rhode Island, pasó a llamarse Fort Wolcott y fue una fortificación activa hasta 1836; más tarde se convirtió en el sitio de la Estación Naval de Torpedos de los Estados Unidos.